# Нойрух
Нойрух — село в Тляратинском районе Дагестана. Входит в состав сельского поселения сельсовет Мазадинский.

## География
Расположено в 10 км к северо-востоку от районного центра — села Тлярата, на левом берегу реки Мазадинка.

## Население
| 1869 | 1888 | 1895 | 1926 | 1939 | 1970 | 1989 |
| ---- | ---- | ---- | ---- | ---- | ---- | ---- |
| 59   | ↗76  | ↘72  | ↘52  | ↗79  | ↗117 | ↘109 |
| 2002 | 2010 | 2021 |      |      |      |      |
| ↗135 | ↗217 | ↘201 |      |      |      |      |